# St. Johannes (Laas)
Die Kirche St. Johannes der Täufer ist die Pfarrkirche der Gemeinde Laas in Südtirol.

## Geschichte
Bei der Restaurierung der Kirche im Jahre 1974 fand man unter der um 1220/1230 errichteten Marmorkirche die Reste einer noch älteren Kirche aus karolingischer Zeit. Ihre Grundrisse fanden sich im Bereich des heutigen Chors und der Apsis. Nach der teilweisen Freilegung ließ sich der Grundriss einer einschiffigen Saalkirche erkennen. Diese Fundamente stammen sehr wahrscheinlich aus dem 9. Jahrhundert, was durch die Auffindung eines marmornen Flechtbandfragments gestützt wird. Ein dabei gefundener Marmorkopf wird sogar auf das 5. oder 6. Jahrhundert datiert. Die Fundstücke sind seitlich im Triumphbogen der Apsis eingefügt worden.
Um 1200 oder etwas später wurde an der Stelle der karolingischen Kirche die sogenannte Marmorkirche erbaut.
Nach Umbauten im Zug der Gotisierung (1504) und weiteren Veränderungen im 19. Jahrhundert sind davon nur noch der Turm und die wiederhergestellte Seite der Apsis geblieben.
Wie die benachbarte Kapelle St. Markus fiel auch St. Johannes 1499 im Schwabenkrieg den Engadinern, die das Gebäude niederbrannten, zum Opfer. Brandspuren an den Malereiresten in der Apsis weisen darauf hin. Der Wiedererrichtung im gotischen Stil war bereits 1502 abgeschlossen und die Kirche vom Churer Weihbischof und Generalvikar Stephan Tschuggli geweiht.
Das Visitationsprotokoll des Bischofs Johannes VI. Flugi von Aspermont aus dem Jahre 1638 sagt (in deutscher Übersetzung des lateinischen Textes):

„Die Pfarrkirche St. Johann in Laas ist ein sehr schönes Gotteshaus, die Kirche hat ein durchgehendes Gewölbe, sie besitzt außerhalb des Chores, auf der Evangelienseite, eine besonders erwähnenswerte Orgel, sowie drei Altäre, dann einen Tabernakel auf der Evangelienseite; die kupferne Monstranz ist vergoldet und hat ein zerbrochenes Glas. Auf der Epistelseite, oberhalb der Sakristeitüre befindet sich eine Kanzel aus Stein. Der Turm ist hoch und spitz und hat eine Uhr. Diese Kirche wurde neu geweiht, 1416 von Konrad Weihbischof aus Trient und 1502 durch Stephan von Chur, zusammen mit der Kirche des hl. Markus des Evangelisten, wo er 2 Altäre im Chorraum konsekrierte.“

In den Jahren 1758/1759 wurde die romanische Apsis abgebrochen, lediglich die Grundmauern blieben erhalten. An ihrer Stelle errichtete man einen sechseckigen Chor, bei dessen Bau sehr viel Material der Apsis verwendet wurde, was deren spätere Rekonstruktion nicht unerheblich erleichterte. Beim Neubau der Kirche 1849 wurde der Chor mit einer Mauer verschlossen und von da an als Sakristei verwendet. 1930 ließ das „ufficio delle belle arti“ in Trient den Dachstuhl der Sakristei verkleinern und so die Ostgiebelwand wieder freilegen.
Bei den großen Dorfbränden der Jahre 1763 und 1861 blieb die Kirche verschont, auch wenn 1861 der Glockenstuhl und das Dach der Sakristei bereits Feuer gefangen hatten; was aber von den Dorfbewohnern rechtzeitig gelöscht werden konnte.
Die ständigen Bemühungen des Pfarrers Martin Tappeiner um einen Kirchenneubau hatten zur Folge, dass sich die Obrigkeit mit der Angelegenheit zu beschäftigen begann. Es lagen Pläne des Straßenbauingenieurs Plach und des Architekten Krammer vor. Letzterer hatte die Allerheiligen-Hofkirche in München zum Vorbild genommen. Man entschied sich dann doch für den kostengünstigeren Plan von Plach. Am 1. Februar 1847 teilte das Fürstbischöfliche Ordinariat von Trient dem „Wohllöblichen k.k. Kreisamt zu Botzen“ mit, dass der kostengünstigere Plan von Straßenbaumeister Plach angenommen worden sei. Es erging die Genehmigung, das Wirtschaftsgebäude des Widums abzureißen, sowie den Friedhof in den westlich der Kirche gelegenen Widumanger zu verlegen. Als neues Wirtschaftsgebäude des Widums (Stall und Stadl) wurde die längst nicht mehr in Verwendung stehende ehemalige St.-Markus-Kirche vorgesehen.
1849 konnte mit dem Neu- bzw. Umbau begonnen werden. Die Kirche war zu klein geworden, jedoch waren Mittel für einen prachtvollen Bau nach der noch nachwirkenden Brandkatastrophe von 1763 nicht vorhanden. Man wollte daher ein Gotteshaus errichten, das zweckmäßig, geräumig und vor allen Dingen kostengünstig sein sollte.
Es wurden unter anderem Aufrufe erlassen, um die notwendigen Gelder aufzubringen:

„…Um die Auslagen in barem Gelde zu decken, lässt sie (die Gemeinde) einen Aufruf an Alle ergehen, die frommen Herzens sind und ermuntert sie, an der Förderung eines Werkes Theil zu nehmen, das, ausgeführt, nicht nur zum Wohle der Gemeinde, sondern auch als Zierde des ganzen Vaterlandes dienen wird … Was von der alten Kirche verwendbar ist, wird glücklich an der neuen benützt. Das alte schöne Portal wird auch das neue Gotteshaus zieren.“

Gemäß dem Plan von Plach wurde das alte Kirchenschiff erhöht und zur Hälfte als neuer Chor verwendet, das Langhaus verlängert und eine Vorhalle gebaut. Die Länge beträgt nach den damaligen Angaben, einschließlich des Presbyteriums 110 Wiener Fuß (34,78 Meter), die Breite 45 Wiener Fuß (14,22 Meter) und die Höhe 43 Wiener Fuß (13,59 Meter). Das große Eingangsportal und das dreiteilige Bogenfenster mit abgetreppter Laibung an der Westseite wurden unverändert von der alten Kirche übernommen.
Anscheinend war der Genehmigungsbehörde in Meran der Plan für eine schlichte Ausführung nur schwer abzuringen. Untertänigst wurde um Verständnis ersucht, insbesondere man mit dem vereinfachten Bau schon begonnen hatte. Noch 1850 führte die Gemeinde Laas einen zähen Kampf mit der k.k. Bezirkshauptmannschaft in Meran wegen der sehr einfachen Gestaltung der Kirche. Am 27. Juni schrieb sie:

„Daher ward die Gemeinde genötigt den besagten Plan zu vereinfachen, und dadurch die ihre Kräfte übersteigenden Kosten zu ersparen und doch ein geräumiges und anständiges Gotteshaus zu erhalten. Sie hat den plachischen Plan wirklich nur vereinfacht, den nemlichen Grundplan ausgeführt, die Hälfte der alten Pfarrkirche zum neuen Presbyterium belassen, und das Schiff in der nemlichen Lage und Höhe gebaut.“

Die Bauweise erfolgte in Anwendung des Halbkreisbogens an allen Teilen. Das Tonnengewölbe erhebt sich über Stichkappen, die Wände sind durch flache Pilaster gegliedert, die mit Gebälkstücken verziert sind. Ebensolche finden sich zu beiden Seiten des Triumphbogens, der den Übergang vom Langhaus zum Chor bildet und seit der Erneuerung von 1974 die Altarwand umfasst. Für Stuckaturen und Fresken war kein Geld vorhanden. 1854 war der Bau vollendet.

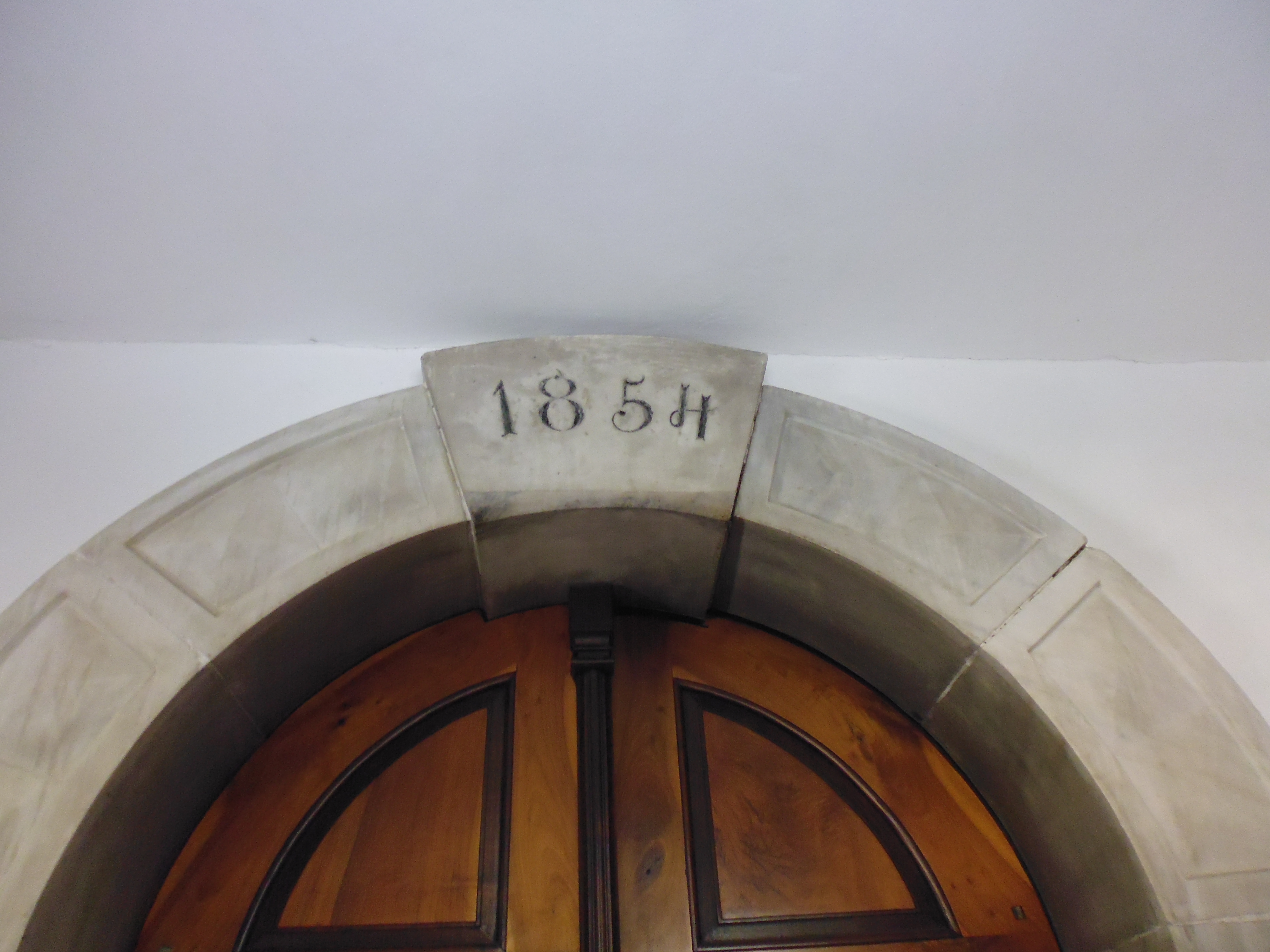
Schlussstein im Hauptportal mit der Jahreszahl der Fertigstellung

Am 24. Juni 1852 wurde die Kirche von Pfarrer Martin Tappeiner benediziert und am 24. September 1854 von „Seiner fürstbischöflichen Gnaden“ Johannes Nepomuk von Tschiderer zu Gleifheim, Bischof von Trient, geweiht. In den Jahren 1883 und 1885 wurden die beiden Vorhäuschen an der Nord- bzw. Südseite angebaut.
Im Ersten Weltkrieg, am 2. März 1917, wurden in Laas insgesamt 11 Glocken mit einem Gewicht von zusammen 1720 Kilogramm und 1918 nochmal zwei Glocken mit zusammen 531 Kilogramm Gewicht beschlagnahmt. Als Entschädigung wurden pro Kilogramm 4 Kronen gezahlt. (Man brauchte das Material für die Führungsringe von Granaten)
Bei der Erneuerung in den 1970er Jahren wurde die Apsis wiederhergestellt. Im Altarraum wurde der Hochaltar noch vorne versetzt und das Kirchenschiff von der Apsis getrennt. Gemäß den Bestimmungen des Zweiten Vatikanischen Konzils wurden die Kanzel und die halbrunde, marmorne Kommunionbank entfernt und an ihrer Stelle nach dem Entwurf des Bildhauers Josef Brunner ein Volksaltar errichtet. Weiterhin wurde ein von Hans Strimmer entworfener Ambo mit den Symbolen der vier Evangelisten und ein marmorner Halter für die Osterkerze von dem Bildhauer Josef Mayr ausgeführt. Durch die Neubestimmung der Apsis war die Sakristei weggefallen. Diese wurde nun in einem neu errichteten Anbau an der Südseite untergebracht. Der hölzerne Glockenstuhl wurde durch einen stählernen mit Gegenpendelanlage ersetzt.
Im Jahre 2004 fand aus Anlass der 150-Jahr-Feier des Umbaues und der Wiederweihe das (umgangssprachlich sogenannte) „Santa-Hons-Jahr“ mit verschiedenen kirchlichen Aktivitäten statt. Am Kirchtag wurde zudem eine Reliquie des von Papst Johannes Paul II. am 30. April 1995 seliggesprochenen Bischofs Johannes Nepomuk von Tschiderer überlassen.

## Bauwerk

### Altäre

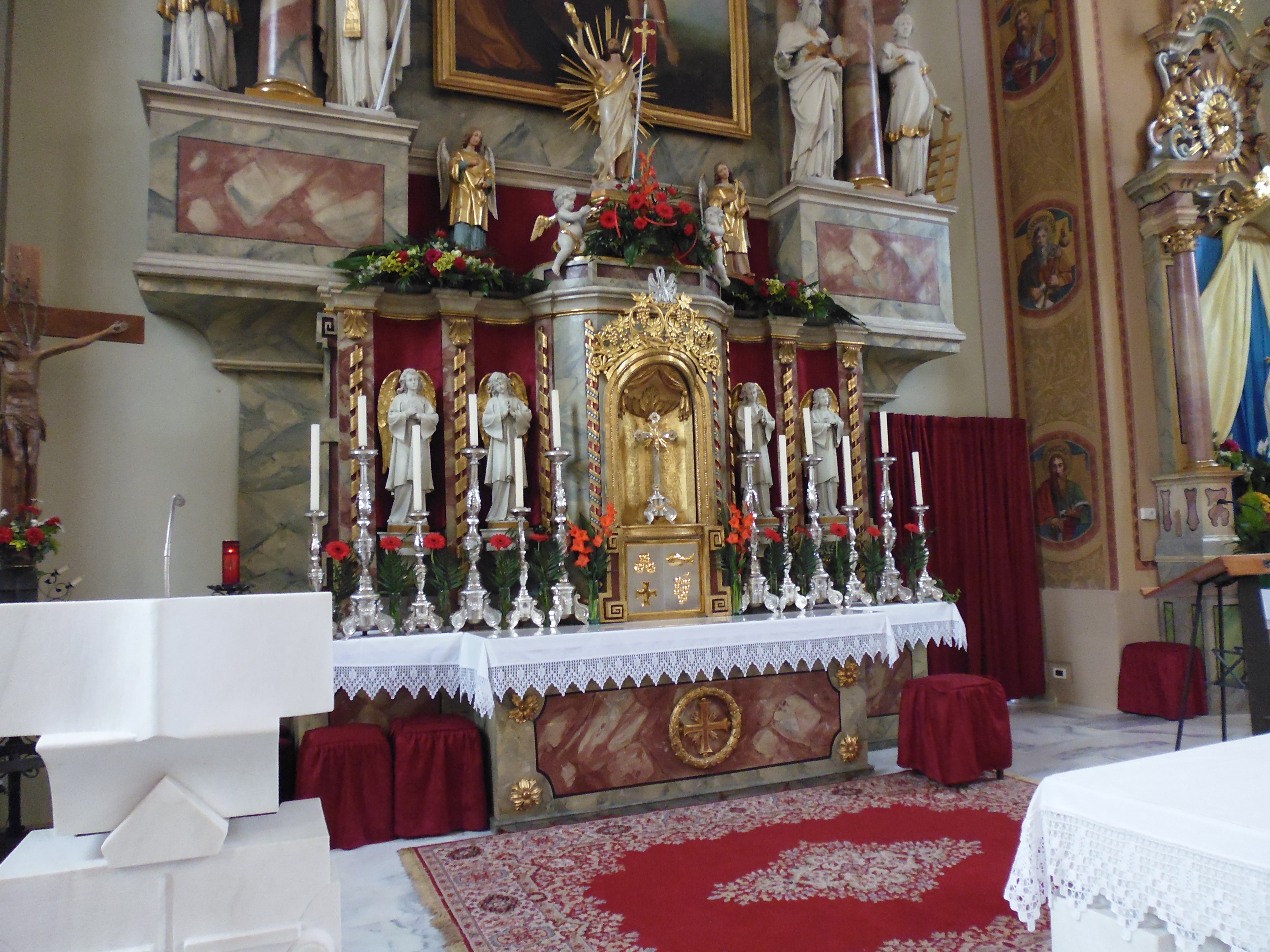
Hochaltar

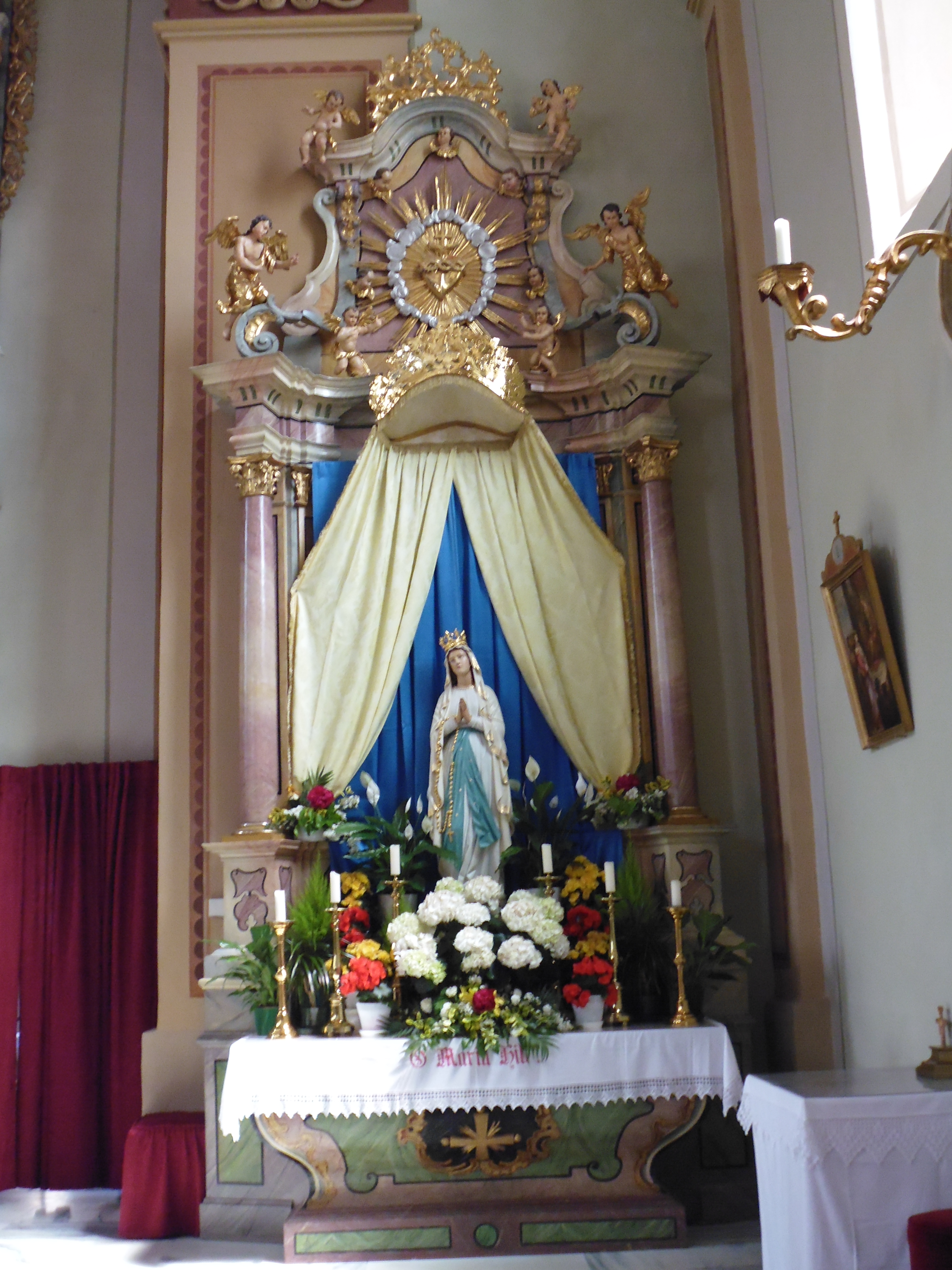
Rechter Seitenaltar

Der Hochaltar verfügt über einen breiten, flachen Aufbau aus Säulen zwischen Pilastern mit Gebälk, darüber Vasenaufsätze und den Rundgiebel, geschmückt mit Engelsfiguren, Rankenwerk und einem Kruzifix im Mittelpunkt. An der Innenseite stehen Figuren des St. Nikolaus mit drei goldenen Äpfeln auf dem Evangelienbuch und Abt Pirmin, der Klostergründer, ebenfalls mit einem Evangelienbuch und darum gewundener Schlange. Links außen sieht man den hl. Florinus von Matsch, Patron des Vinschgaus und von Chur mit einem Weingefäß in der einen und einem Birett in der anderen Hand. Rechts außen steht der hl. Laurentius mit dem Gitterrost. Die vier Statuen wurden 1853 von Franz Xaver Renn aus Imst geschaffen.
Das Hochaltarblatt stammt von dem Wiener Maler Josef Ritter und Edler von Hempel, der es der Laaser Kirche zum Geschenk machte. Es zeigt die Taufe Jesu durch Johannes den Täufer.
Die Seitenaltäre, die wahrscheinlich aus der Vorgängerkirche übernommen wurden, stammen aus der zweiten Hälfte des 18. Jahrhunderts. Sie sind mit Säulen, bewegtem Gebälk und engelumschwirrten Volutengiebeln aufgebaut. In der Giebelmitte des linken Altars befindet sich an der Spitze das Herz Jesu im Strahlenkranz, im Zentrum darunter eine Pietà. Diese wurde 1862 von Philipp Sieß aus dem Oberinntal geschaffen. Der rechte Seitenaltar zeigt am Giebel in einem Strahlenkranz das Herz der hl. Maria, darunter eine Holzfigur der Madonna mit dem Rosenkranz, gefertigt 1853 von Joseph Strasser.

### Kirchenschiff
Die einfach und doch dekorativ gehaltene Bemalung des Langhauses erfolgte 1902 durch Johann Rohregger aus Meran. Am Triumphbogen befinden sich weitere von Philipp Sieß geschaffene Gemälde, so Gottvater und Mariä Verkündigung mit zwei Engelpaaren, sowie in der Laibung 12 Medaillons mit den Aposteln. Die zwölf Tafeln der Kreuzwegstationen stammen aus der Mitte des 19. Jahrhunderts, genau wie die sechs Fenster im sogenannten Teppichmuster, gefertigt von der Tiroler Glasmalerei in Innsbruck. Die rückwärtigen Fenster beiderseits der Empore, eine Spende von Pfarrer Karl Schaller, wurden bei der Renovierung 1974 irreparabel beschädigt und durch einfaches, zinngefasstes Glas ersetzt. Im Originalzustand zeigten sie den hl. Johannes und den Namenspatron des Spenders, den hl. Karl Borromäus in Lebensgröße.
Die Orgelempore wird von zwei Säulen gestützt, sie wurde zu Beginn des 20. Jahrhunderts errichtet. Die Brüstung ist mit bemalten Gipsrelifs, Musikinstrumenten und der hl. Cäcilia, umgeben von musizierenden Engeln verziert. Die Reliefs stammen aus der Laaser Marmorfachschule.
Das Hochkruzifik entstand um 1500.

### Apsis
Die aus dem 12. Jahrhundert stammende romanische Apsis wurde 1973 mit aufgefundenen originalen Teilen rekonstruiert. Sie ist durch Halbsäulen und Fenster gegliedert, die von Adler- und Blattkapitellen verziert werden. Figurale Reliefs von Löwen und Heiligen zieren den Rundbogenfries. Das alte Mauerwerk wurde freigelegt und die Fensteröffnungen verkleinert. Eine kleine, vermauerte Tür zum Turm wurde geöffnet und etwas vergrößert. Sie bildet den östlichen Eingang durch den Turm in die Apsis. Die Holzdecke wird von acht Querbalken getragen. Die Vorderseite des Altartisches schmückt ein frühmittelalterliches Relief mit drei männlichen Figuren, möglicherweise die Heiligen Märtyrer Sisinius, Alexander und Martyrius. An der Rückwand findet sich eine Kreuzigungsgruppe aus der Zeit um 1520 mit einem Christuskörper, bedeckt von einem flatterndem, kleinknittrigem Lendentuch, Maria und St. Johannes, die beiden Gestalten zur Seite, stammen wahrscheinlich von einem anderen Künstler.
Das gotische Taufbecken aus weißem Marmor stammt aus dem späten 15. Jahrhundert. Die 1983 eingesetzten Glasfenster wurden vom Künstler Jörg Hofer aus Laas gestaltet. Im Jahre 2004 erhielt die Pfarre Laas von der Diözese Trient Reliquien der Nonsberger Märtyrer Sisinius, Matrtyrus und Alexander. Zur Aufbewahrung wurde ein Reliquienschrein in Form einer Stele aus weißem Marmor von dem akademischen Bildhauer Alfred Gutweninger aus Lass hergestellt. Sie befindet sich in der Apsis.
Die Apsis ist durch die Altarwand vom eigentlichen Kirchenraum getrennt und wird als Werkstagkirche, Taufkapelle und für kleinere Feiern benutzt.

### Orgel

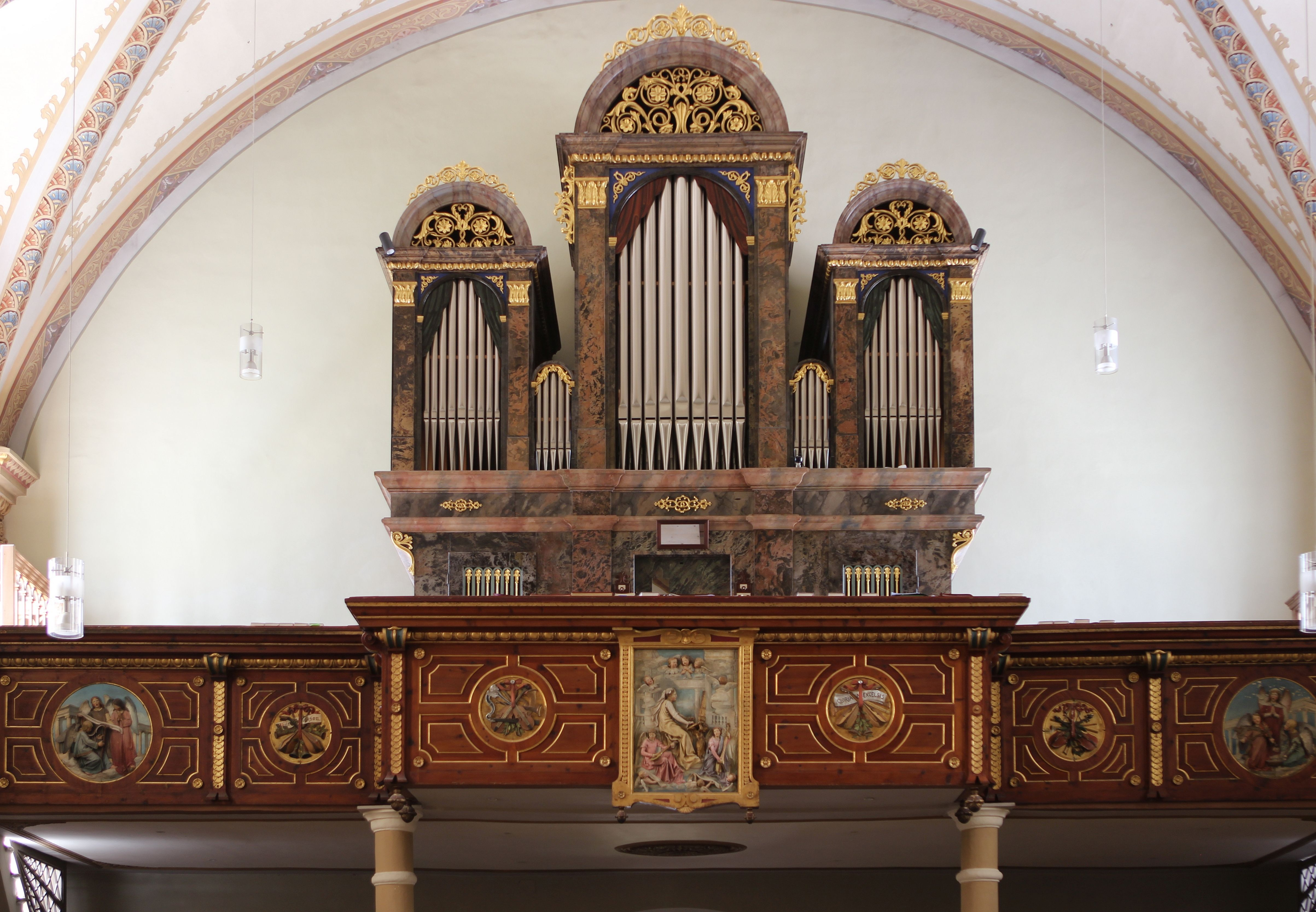
Orgel

Der Orgelprospekt aus der Zeit des jetzigen Kirchenbaus ist ein Werk im klassizistischen Stil. Der einfachen Grundform aus drei Großfelder mit Kranzgesimsen ist ein jeweils ornamentgekrönter Rundbogen aufgesetzt. Die Orgel befand sich ursprünglich weiter vorne auf der Empore und wirkte dadurch noch wuchtiger. In dem Gehäuse befand sich ein Instrument, das 1853 von Josef Sies aus Schnann (heute Pettneu am Arlberg) gebaut wurde. Im Jahre 1907 wurde durch die Firma Gebrüder Mayer ein neues Werk mit pneumatischen Kegelladen eingebaut. Der Plan einer 24-registrigen Disposition konnte nicht realisiert werden und man musste sich mit 20 Registern zufriedengeben. 1996 wurde auf Anregung von Pfarrer Franz Trenkwalder mit der Restaurierung der Orgel begonnen. Die Orgelbaufirma Martin Vier in Friesenheim wurde mit den Arbeiten beauftragt. Die alte, 28-registrige Disposition wurde wieder hergestellt und das Orgelgehäuse repariert. Am 22. Juli 2001 wurde die erneuerte Orgel gesegnet.

### Turm
Der ebenfalls aus dem 12. Jahrhundert stammende romanische Turm war ursprünglich freistehend und hat Doppelbogen- und darüber Dreibogenfenster nach lombardischer Art, jedoch ohne Blendleisten und Rundbogenfries. Die Säulen der Rundbogenfenster tragen die für das 12. Jahrhundert typischen Würfelkapitelle. Der gemauerte Viereckhelm kam 1938 bei der Restaurierung zum Vorschein, als man die aufgelegten Hohlziegel entfernt hatte. Eine neue Überdeckung wurde nicht mehr aufgebracht und der Helm in seinem Originalzustand belassen. Der erhaltene gotische Verputz wurde ausgebessert und wo notwendig mit Kalkmörtel erneuert.
Eine Turmuhr ist schon für 1496 nachgewiesen, wie aus dem Urbarbuch des gleichen Jahres hervorgeht:

„Ich casper schlosser sesshaft zu schlanders bekenn offentlich mit meiner gegenwärtign aygner hantgeschrift das ich mich guets willns verwilligt und zu gesagt hab der erbar gemein und nachperschaft zu laß die zeit meiner lebtag die ur pei der pfarkirch zu laß zu fueß halten in meine Kostung und die speiß solln sy mir gebn“

Was heißt, dass der Casper Schlosser die Turmuhr in Laas sein Leben lang gegen Bezahlung und Verpflegung in Ordnung halten würde.

### Geläut
Von den sechs vorhandenen Glocken ist die ehemalige „Große“ heute die zweitgrößte und die einzige die im Ersten Weltkrieg nicht abgenommen wurde. Sie wurde 1676 von Georg Schelener gegossen und ist mit verschiedenen Reliefs verziert. So eine Kreuzigungsgruppe, Maria Krönung, St. Michael, St. Antonius von Padua und einer weiblichen Figur. Sie musste 1930 umgegossen werden, da sie gesprungen war. Die Inschriften auf der Glocke lauten:
- „A fulgure et tempestate libera nos Domine Jesu Christe“

und:
- „Georg Shelener had mich gegosn MDCLXXVI S.T.P.“ (Simon Tanner Pfarrer)

dazu am unteren Rand:
- „Vivos foco – Mortus plango – Fulgura frango / Rifusa da Luigi Colbacchini in Trento A.D. 1930“

Sie erklingt im Fis-Ton, hat ein Gewicht von 818 Kilogramm und einen Durchmesser von 107 Zentimetern.
Im Jahre 1925 wurden vier neue Glocken bestellt und im Jahre 1930 eine weitere.
Die Glocke aus dem Jahre 1930 ist heute die größte mit einem Gewicht von 1450 Kilogramm und einem Durchmesser von 107 Zentimetern. Sie erklingt in Dis. Die Inschrift lautet: „Alle Heiligen bittet für uns, Herz Jesu höchst würdig jeglichen Lobes, erbarme Dich unser.“
- Glocke Nr. 3 erklingt im Gis-Ton, hat 96 cm Durchmesser und wiegt 550 Kilogramm. Die Inschrift lautet:

„Luigi Colbacchini e figli fecero in Trento A.D. MCMXXV. A peste fame et bello libera nos Domine Jesu Christe. Vivos voco– mortuos plango – fulgara frango“
- Glocke Nr. 4 erklingt im Ais-Ton, hat 85 cm Durchmesser und wiegt 370 Kilogramm. Die Inschrift lautet: „Luigi Colbacchini e figli fecero in Trento A.D. MCMXXV. Vivos voco-mortuos plango-fulgara frango“
- Glocke Nr. 5 erklingt im Cis-Ton, hat 70 cm Durchmesser und wiegt 215 Kilogramm. Die Inschrift lautet: „Luigi Colbacchini e figli fecero in Trento A.D. MCMXXV. Sancta Maria, ora pro clero a Lasa“
- Glocke Nr. 6 erklingt im Fis-Ton, hat 52 cm Durchmesser und wiegt 78 Kilogramm. Die Inschrift lautet: „Glocke der Familie Franz Wallnöfer – Hans Gartner – Josef Gartner. Luigi Colbacchini e figli fecero in Trento A.D. MCMXXV.“

Die Glocken erklingen täglich zum Angelusläuten um 07.00 Uhr, um 12.00 Uhr und um 18.00 Uhr. Die Glocke der Turmuhr schlägt jede Viertelstunde täglich von 07.00 bis 22.00 Uhr. Der volle Stundenschlag wird von einer anderen Glocke übernommen.